# Église protestante du Neuhof
L'église protestante du Neuhof est située route d'Altenheim dans le quartier du Neuhof à Strasbourg. Elle est construite au milieu du XIXe siècle.